# Joutasjärvi
Joutasjärvi är en sjö i Finland. Den ligger i kommunen Rovaniemi i landskapet Lappland, i den norra delen av landet, 700 km norr om huvudstaden Helsingfors. Joutasjärvi ligger 128,5 meter över havet. Arean är 7,36 kvadratkilometer och strandlinjen är 49,91 kilometer lång. Sjön  ingår i Kemi älvs huvudavrinningsområde. 
I övrigt finns följande i Joutasjärvi:
- Pirttiniemi (en ö)